# Ejeme
Ejeme là một đô thị ở tỉnh Salamanca, phía tây Tây Ban Nha, cộng đồng tự trị Castile-Leon. Đô thị này có cự ly 27 kilômét so với thành phố tỉnh lỵ Salamanca và có dân số 182 người.
Đô thị này có diện tích 17,46 km².
Đô thị này nằm ở khu vực có độ cao 931 mét trên mực nước biển.
Mã số bưu chính là 37891.